# Labeobarbus habereri
Labeobarbus habereri är en fiskart som först beskrevs av Franz Steindachner 1912.  Labeobarbus habereri ingår i släktet Labeobarbus och familjen karpfiskar. IUCN kategoriserar arten globalt som livskraftig. Inga underarter finns listade i Catalogue of Life.